# Seznam belgijskih geografov
Seznam belgijskih geografov.

## M
- Gerardus Mercator

## O
- Abraham Ortelius